# Familjen Potter
Familjen Potter är den fiktive figuren Harry Potters familj i J.K Rowlings Harry Potter-böcker. I den här artikeln visas de fiktiva släktingarna. Se Familjen Dursley för Harrys adoptivföräldrar.

## Harry Potters släktträd
|  |  |                  |                  |                  |                  | Mr och Mrs Dursley | Mr och Mrs Dursley | Mr och Mrs Dursley | Mr och Mrs Dursley | Mr och Mrs Dursley | Mr och Mrs Dursley |                |                |                |                |                |                |                |                |               |               | Mr och Mrs Evans | Mr och Mrs Evans | Mr och Mrs Evans | Mr och Mrs Evans | Mr och Mrs Evans    | Mr och Mrs Evans    |                     |                     |                     |                     |              |              | Fleamont och Euphemia Potter | Fleamont och Euphemia Potter | Fleamont och Euphemia Potter | Fleamont och Euphemia Potter | Fleamont och Euphemia Potter | Fleamont och Euphemia Potter |                 |                 |                  |                  |                  |                  |                  |                  |  |  |  |  |  |  |  |  |  |  |
|  |  |                  |                  |                  |                  | Mr och Mrs Dursley | Mr och Mrs Dursley | Mr och Mrs Dursley | Mr och Mrs Dursley | Mr och Mrs Dursley | Mr och Mrs Dursley |                |                |                |                |                |                |                |                |               |               | Mr och Mrs Evans | Mr och Mrs Evans | Mr och Mrs Evans | Mr och Mrs Evans | Mr och Mrs Evans    | Mr och Mrs Evans    |                     |                     |                     |                     |              |              | Fleamont och Euphemia Potter | Fleamont och Euphemia Potter | Fleamont och Euphemia Potter | Fleamont och Euphemia Potter | Fleamont och Euphemia Potter | Fleamont och Euphemia Potter |                 |                 |                  |                  |                  |                  |                  |                  |  |  |  |  |  |  |  |  |  |  |
|  |  |                  |                  |                  |                  |                    |                    |                    |                    |                    |                    |                |                |                |                |                |                |                |                |               |               |                  |                  |                  |                  |                     |                     |                     |                     |                     |                     |              |              |                              |                              |                              |                              |                              |                              |                 |                 |                  |                  |                  |                  |                  |                  |  |  |  |  |  |  |  |  |  |  |
|  |  | Marjorie Dursley | Marjorie Dursley | Marjorie Dursley | Marjorie Dursley | Marjorie Dursley   | Marjorie Dursley   |                    |                    | Vernon Dursley     | Vernon Dursley     | Vernon Dursley | Vernon Dursley | Vernon Dursley | Vernon Dursley |                |                | Petunia Evans  | Petunia Evans  | Petunia Evans | Petunia Evans | Petunia Evans    | Petunia Evans    |                  |                  | Lily Evans          | Lily Evans          | Lily Evans          | Lily Evans          | Lily Evans          | Lily Evans          |              |              | James Potter                 | James Potter                 | James Potter                 | James Potter                 | James Potter                 | James Potter                 |                 |                 |                  |                  |                  |                  |                  |                  |  |  |  |  |  |  |  |  |  |  |
|  |  | Marjorie Dursley | Marjorie Dursley | Marjorie Dursley | Marjorie Dursley | Marjorie Dursley   | Marjorie Dursley   |                    |                    | Vernon Dursley     | Vernon Dursley     | Vernon Dursley | Vernon Dursley | Vernon Dursley | Vernon Dursley |                |                | Petunia Evans  | Petunia Evans  | Petunia Evans | Petunia Evans | Petunia Evans    | Petunia Evans    |                  |                  | Lily Evans          | Lily Evans          | Lily Evans          | Lily Evans          | Lily Evans          | Lily Evans          |              |              | James Potter                 | James Potter                 | James Potter                 | James Potter                 | James Potter                 | James Potter                 |                 |                 |                  |                  |                  |                  |                  |                  |  |  |  |  |  |  |  |  |  |  |
|  |  |                  |                  |                  |                  |                    |                    |                    |                    |                    |                    |                |                |                |                |                |                |                |                |               |               |                  |                  |                  |                  |                     |                     |                     |                     |                     |                     |              |              |                              |                              |                              |                              |                              |                              |                 |                 |                  |                  |                  |                  |                  |                  |  |  |  |  |  |  |  |  |  |  |
|  |  |                  |                  |                  |                  |                    |                    |                    |                    |                    |                    |                |                | Dudley Dursley | Dudley Dursley | Dudley Dursley | Dudley Dursley | Dudley Dursley | Dudley Dursley |               |               |                  |                  |                  |                  |                     |                     |                     |                     | Harry Potter        | Harry Potter        | Harry Potter | Harry Potter | Harry Potter                 | Harry Potter                 |                              |                              | Ginevra Weasley              | Ginevra Weasley              | Ginevra Weasley | Ginevra Weasley | Ginevra Weasley  | Ginevra Weasley  |                  |                  |                  |                  |  |  |  |  |  |  |  |  |  |  |
|  |  |                  |                  |                  |                  |                    |                    |                    |                    |                    |                    |                |                | Dudley Dursley | Dudley Dursley | Dudley Dursley | Dudley Dursley | Dudley Dursley | Dudley Dursley |               |               |                  |                  |                  |                  |                     |                     |                     |                     | Harry Potter        | Harry Potter        | Harry Potter | Harry Potter | Harry Potter                 | Harry Potter                 |                              |                              | Ginevra Weasley              | Ginevra Weasley              | Ginevra Weasley | Ginevra Weasley | Ginevra Weasley  | Ginevra Weasley  |                  |                  |                  |                  |  |  |  |  |  |  |  |  |  |  |
|  |  |                  |                  |                  |                  |                    |                    |                    |                    |                    |                    |                |                |                |                |                |                |                |                |               |               |                  |                  |                  |                  |                     |                     |                     |                     |                     |                     |              |              |                              |                              |                              |                              |                              |                              |                 |                 |                  |                  |                  |                  |                  |                  |  |  |  |  |  |  |  |  |  |  |
|  |  |                  |                  |                  |                  |                    |                    |                    |                    |                    |                    |                |                |                |                |                |                |                |                |               |               |                  |                  |                  |                  |                     |                     |                     |                     |                     |                     |              |              |                              |                              |                              |                              |                              |                              |                 |                 |                  |                  |                  |                  |                  |                  |  |  |  |  |  |  |  |  |  |  |
|  |  |                  |                  |                  |                  |                    |                    |                    |                    |                    |                    |                |                |                |                |                |                |                |                |               |               |                  |                  |                  |                  | James Sirius Potter | James Sirius Potter | James Sirius Potter | James Sirius Potter | James Sirius Potter | James Sirius Potter |              |              | Albus Severus Potter         | Albus Severus Potter         | Albus Severus Potter         | Albus Severus Potter         | Albus Severus Potter         | Albus Severus Potter         |                 |                 | Lily Luna Potter | Lily Luna Potter | Lily Luna Potter | Lily Luna Potter | Lily Luna Potter | Lily Luna Potter |  |  |  |  |  |  |  |  |  |  |

## Fleamont och Euphemia Potter
Fleamont och Euphemia Potter är föräldrar till James Potter, farföräldrar till Harry Potter och svärföräldrar till Lily Potter (född Evans).
Harry Potters farföräldrar nämns sparsamt i böckerna. I Harry Potter och Fenixorden berättar Sirius Black att han flyttade in hos familjen Potter efter att ha rymt hemifrån då han var 16 år, att de behandlade honom som en andra son och att de dog någon gång mellan 1976 och 1981.
Enligt J.K. Rowling var James Potter familjens ende son och att Harry ärvde alla pengar från sin rika familj eftersom hon själv ville vara rik[källa behövs].
Herr och fru Potter var renblodiga, och Harry är den enda kvar i sin generation. Rowling har hävdat att Harry inte har någon levande släkting förutom Dudley Dursley.

## James Potter
James Potter föddes 1960, den 27 mars i Storbritannien, och är Harry Potters pappa. Han studerade på Hogwarts cirka 1971–1978, och mötte där Sirius Black, Remus Lupin och Peter Pettigrew. Sirius bodde under skoltiden hos James och hans familj.
James var en begåvad elev, och i Harry Potter och de vises sten, nämns att han var förste ordningsman, men i Harry Potter och Fenixorden att Lupin blev prefekt, och inte James.
James var också kapten för Gryffindors quidditchlag. Från början var James Potter jagare, men blev sedan sökare i quidditchlaget.

## Lily Potter
På Hogwarts mötte James Potter sin hustru Lily Evans (30 januari 1960 -31 oktober 1981), och de gick i samma årskurs. Lily beskrivs med gröna mandelformade ögon, och tjockt, axellångt mörkrött hår. Horace Snigelhorn beskriver henne som näsvis, och en verklig naturbegåvning i trolldryckskonst, men med förmåga att alltid se något gott i andra. Hon kunde se skönhet hos andra, speciellt hos personer som inte kunde se det vackra själva. Snigelhorn hävdade också att hon var mycket modig, rolig och charmig, och att han inte kunde föreställa sig att någon skulle tycka illa om henne. Hon var med i Snigelklubben, som drevs av Snigelhorn själv, för lovande elever.
Lily Evans tyckte från början att James Potter var arrogant, men efter att Severus Snape kallar Lily för smutsskalle (mudblood) så slutar Lily att vara med Severus.

## James, Albus och Lily
I epilogen på den sista boken, får man se Harry och Ginny med sina barn på perrong 9 och 3/4, för att säga hej då till Albus Severus, som ska börja sitt första år på Hogwarts, vilket innebär att han är 11 år. Albus är nervös; hans föräldrar förmanar strängt den äldre brodern James Sirius att han inte ska skrämma upp Albus med rövarhistorier. Deras tredje och yngsta barn, Lily Luna, är bedrövad över att hon kommer att vara ensam hemma nu, och kan knappt vänta på att få börja. Lily Luna, har mörkrött hår och bruna ögon och är väldigt lik Ginny. Albus Severus, sägs vara den som är mest lik Harry och den enda som ärvt Harrys gröna ögon. Albus Severus gudfader är Neville Longbottom, vilket uppmärksammades i en artikel i Daily Prophet.